# VANET
VANET (англ. Vehicular Ad hoc NETworks) — бездротова, децентралізована, мобільна мережа, яка здатна до самоорганізації та забезпечує встановлення з'єднань між транспортними засобами (V2V), а також транспортними засобами і придорожньою інфраструктурою.
Кожен з транспортних засобів такої мережі може незалежно пересуватися у будь-яких напрямках, і, як наслідок, часто розривати і встановлювати з'єднання з сусідами.

## Історичні аспекти
Запровадження VANET розпочалося з 2001 року. На той час VANET розглядалася як копія MANET, однак у подальшому мережі VANET перетворилися на самостійну галузь досліджень. Станом на 2015 рік термін VANET вживався переважно як синонім більш загального терміна — міжавтомобільні мережі (IVC).

## Приклади застосування[3]
- Електронні стоп-сигнали — VANET дозволяють водієві або автономному легковому чи вантажному автомобілям реагувати на гальмування транспортних засобів, навіть якщо вони приховані, наприклад, іншими транспортними засобами.
- Автомобільна колона — VANET забезпечують рух транспортних засобів з мінімальною дистанцією (аж до кількох дюймів) за провідним транспортним засобом завдяки отриманню інформації про прискорення, гальмування і зміну напрямку руху. Таким чином можуть бути сформовані електронно пов'язані «дорожні поїзди».
- Інформаційні системи дорожнього руху — використовують мережу VANET для сповіщення про перешкоди[4].